# 弘経寺 (結城市)
弘経寺（ぐぎょうじ）は、茨城県結城市西町にある浄土宗の寺院。山号は寿亀山。院号は松寿院。本尊は阿弥陀如来。

## 由緒
飯沼（壽龜山天樹院）弘経寺（茨城県常総市豊岡町）が北条氏と多賀谷氏の争いで荒廃したため、文禄年間（1592年 – 1596年）結城秀康の開基、存把の開山により創建され、慶長年間（1596年 – 1615年）には檀林が設置されている。

## 文化財
- 県指定文化財
  - 絹本著色当麻曼荼羅
  - 絹本著色襖絵（与謝蕪村筆）